# Nobre rural
Nota: Este artigo é sobre um título específico. Se procura a descrição genérica da nobreza radicada no campo, veja Nobreza rural.

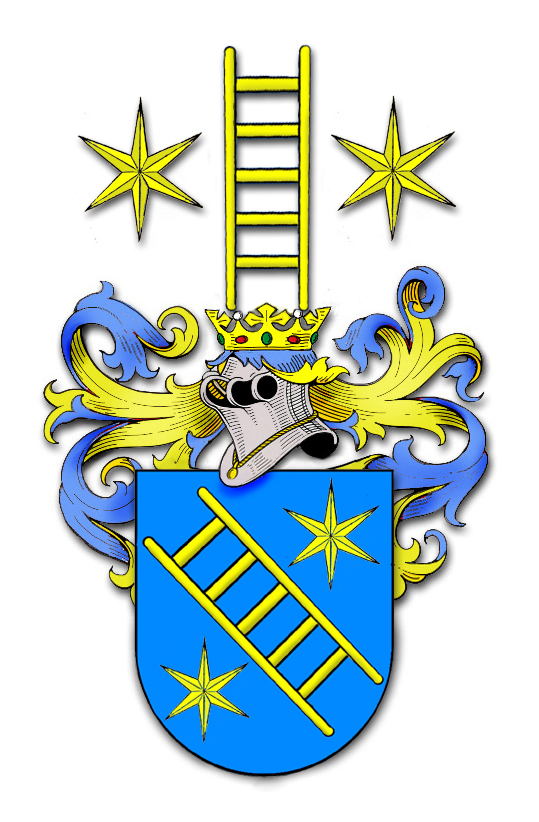
Brasão da família Franch, nobres rurais em Cloz.

Nobre rural (em italiano nobile rurale, pl. nobili rurali, também gentili ou nobili rustici, em alemão Landadel ou Bauernadel) foi um título de nobreza usado em algumas regiões italianas.
No Principado de Trento, onde foi mais típico e influente, o título aparece pela primeira vez regulamentado e descrito com os privilégios conexos em um cartulário de 1404, mas é provável que já existisse, talvez informalmente, desde bem antes. A mais antiga listagem conhecida das famílias contempladas data de 1529, realizada pelo notário Josepho de Nanno, onde se recuperavam concessões mais antigas. Grande parte desta classe já tinha raízes aristocráticas quando recebeu o título, que se destinava a premiar a fidelidade ao Sacro Império e às autoridades constituídas, descendendo de camponeses livres donos de alódios, guerreiros ou antigos castelãos que, por serviços prestados, haviam caído nas graças dos grandes senhores feudais ou da Cúria Episcopal e sido agregados à pequena nobreza como vassalos, processo iniciado entre os séculos XII e XIII.
O Principado de Trento era de governo eletivo mas aristocrático, tendo como chefes os bispos de Trento, eleitos pelo Capítulo da Catedral para o governo espiritual do território, mas investidos do poder secular de príncipes governantes pelos imperadores. O principado teve uma história de agitações quase constantes, tanto de origem interna quanto externa, e um dos meios usados pelas altas autoridades para conseguir a submissão e o apoio dos sempre turbulentos nobres locais foi a concessão de privilégios e benesses. Neste contexto e pelas mesmas razões, famílias plebeias influentes em sua área podiam ser nobilitadas para reforçar a rede de apoio político, econômico e militar dos bispos, que por longo período tiveram seu governo ameaçado por rebeliões de nobres e do povo, e também pelos seus vizinhos, os poderosos condes do Tirol, que várias vezes invadiram o principado.
Os nobres rurais formaram uma nova e influente classe no Trentino. Embora o título pertencesse aos estratos mais baixos da nobiliarquia, era considerado portador de uma honra especial, e Carl Ausserer em seu estudo clássico sobre os nobres rurais tiroleses os chamou de "lendários". Seus privilégios foram renovados várias vezes ao longo dos séculos, e novas concessões foram sendo feitas àqueles que auxiliavam destacadamente as autoridades na preservação da ordem, à medida que ocorriam novas revoltas. Esses nobres foram isentos de algumas taxas devidas à Cúria Episcopal, eram convocados para o serviço militar em guerras fora do principado somente se as forças dos nobres principais não fossem suficientes, e neste caso receberiam pensão e mantimentos, e também eram isentos do serviço público compulsório nas comunas rurais, ao qual estavam sujeitos os vicini, que formavam uma classe de patrícios rurais, embora não reconhecidos como nobres. Tinham ainda o direito de carregar armas em público "por segurança, necessidade e decoro". Nos séculos XV e XVI desta classe saíram muitos dos principais auxiliares dos bispos de Trento, até que acabaram obscurecidos pelos patrícios nobres da capital, que desenvolveram melhores competências como administradores profissionais.
Ao contrário dos antigos nobres feudais, que permaneciam isolados em seus castelos, os nobres rurais mantinham suas terras mas muitos deles passaram a preferir habitar os núcleos urbanizados, desejando participar mais ativamente da vida comunitária. Fizeram fortuna em ofícios urbanos como o notariado, uma das formas mais garantidas de enriquecer rapidamente na Idade Média, também se fazendo notar nas artes e na literatura e como benfeitores da Igreja. As famílias distinguidas fundaram uma cultura própria, manifesta mais visivelmente na arquitetura de habitação desenvolvida nas vilas, cujos casarões rústicos típicos de camponeses passaram a dividir o espaço com os palacetes nobres, muitos deles com rica decoração interna.
A presença desta nova classe nas vilas acabou por gerar conflitos e disputas com a classe dos vicini, que dominava o governo e a economia das vilas rurais e havia se esforçado para excluir toda a nobreza do seu seio. O resultado dessas lutas foi diferente de local para local. Em algumas comunas os nobres rurais preferiam renunciar aos seus direitos para ingressar na vicinanza, onde poderiam participar do exercício do poder de fato e influir mais ativamente na vida pública, mas em outras as ordens antigas acabaram por se dissolver completamente, dando origem a uma nova elite.
Os bispos foram tão pródigos na distribuição de títulos que em meados do século XVIII a nobreza rural, pela sua isenção dos principais impostos, havia se tornado um fardo social. Quase 30% da população trentina pertencia a esta classe, e em algumas comunas havia mais famílias nobres do que plebeias. A carga de impostos e exigências sobre os plebeus se tornara intolerável. Diante deste cenário, uma série de decretos imperiais promoveu uma maciça supressão de títulos, e os remanescentes o perderam depois da secularização do principado e sua divisão entre a Baviera, a Áustria e a província de Bréscia, no início do século XIX.
Na província de Bréscia o título é mencionado pela primeira vez na Matrícula Malatesta, um inventário do patrimônio público bresciano respectivo ao período de 1406-1409, elencando 251 famílias, às quais denominava "cidadãos rurais (cives agrestes) que se chamam nobres". O documento refere que esta classe existia na região desde muito antes, e sua formação seguiu as mesmas linhas. Constituída de descendentes de antigos valvassori (pequenos vassalos), pertencia primitivamente ao círculo de pequenos nobres e cavaleiros que se ligaram às cortes como funcionários e administradores e receberam feudos como recompensa. Contudo, seu destino foi diferente daquele dos trentinos. Uma minoria foi viver nas cidades, onde foi assimilada ao patriciado e distinguida com o título de "cidadãos antigos" (cives veteres), mas para o restante que permaneceu no campo, no fim do século XV estavam quase todos reduzidos à pobreza ou perto disso, vivendo como mercenários, artesãos, tecelãos, moleiros, ferreiros e pastores, e embora ainda detendo vários privilégios e isenções hereditárias, em termos práticos já não se distinguiam da plebe.
Na província de Treviso o título existe desde o século XIV, e na Toscana são citados desde 1220 como aqueles que detinham os direitos de cidadania (patriciado) mas viviam na zona rural (cives selvatici), e já nesta época a classe estava sofrendo pressões para se reduzir à obediência das ordenações cívicas e pagar impostos.
Durante o fascismo a figura do nobre rural foi resgatada como um modelo ideal da raça latina, um tipo robusto, saudável, trabalhador e frugal, vinculado às tradições e à terra, importante na construção de uma nova identidade nacional e no desejado aprimoramento eugênico do povo italiano. Depois da instituição da República Italiana, o título foi abolido junto com todos os outros.